# Smooth soul
Lo smooth soul è un genere musicale derivato dal soul, dal funk e dalla musica pop, sviluppatosi negli Stati Uniti verso l'inizio degli anni settanta.